# 六合彩

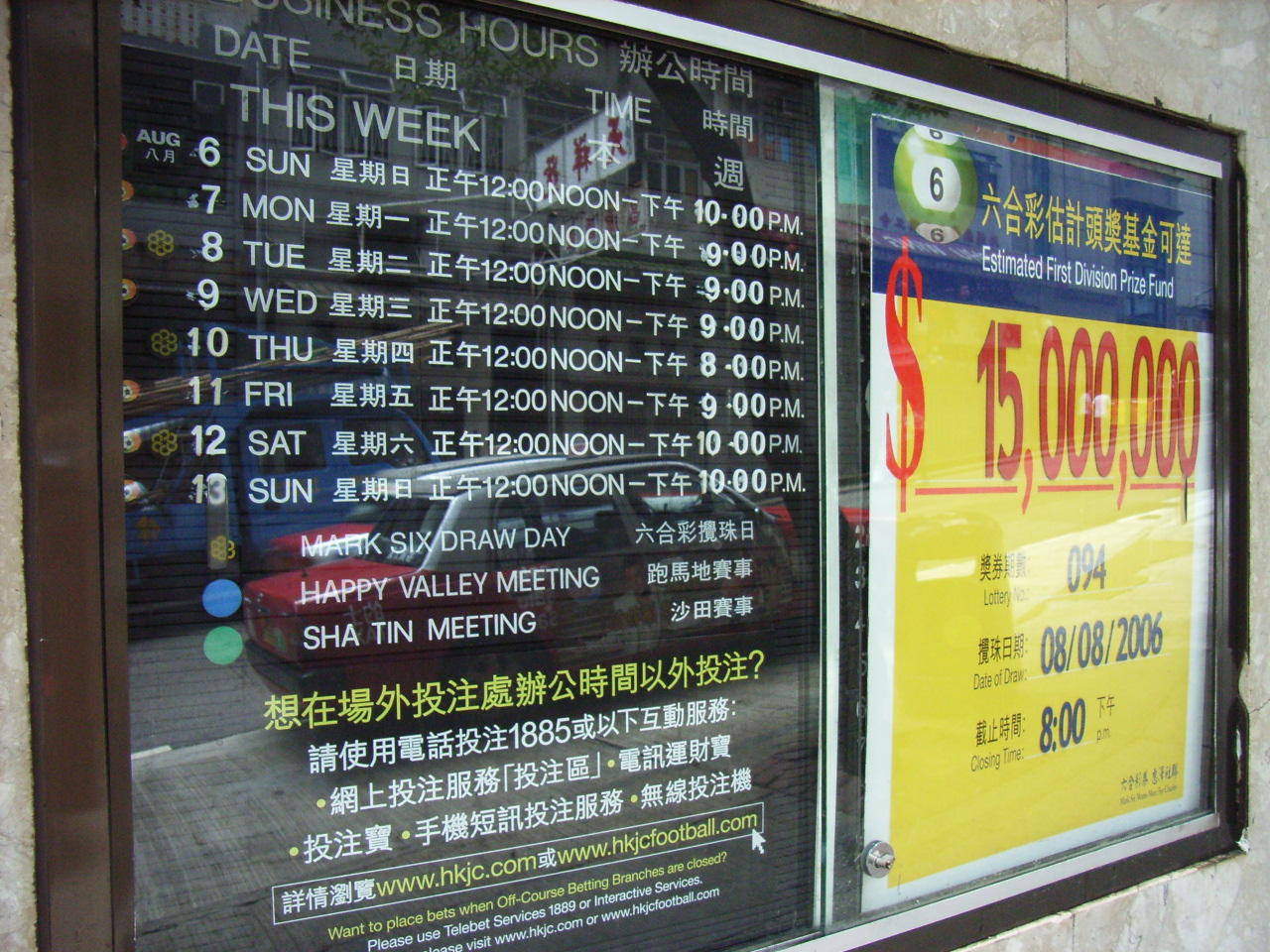
香港賽馬會投注站門外的六合彩廣告，六合彩攪珠結果亦會在該版展示。

六合彩（英語：Mark Six）是香港唯一的合法彩票，亦是少數獲香港政府准許合法進行的賭博之一。但投注六合彩在中国大陆地区属违法。六合彩通常逢星期二、星期四以及非香港賽馬日的星期六或星期日舉行，如馬季結束或週末沒賽事則逢週六舉行。如遇金多寶或巨額多寶，攪珠或會延遲舉行，如星期二及星期四舉行賽馬比賽，亦會延遲舉行。
香港政府規定未滿18歲人士，一律不得進行投注。非香港居民亦可於香港境內投注六合彩，但不可在境外投注。

## 起源
港英政府為加強打擊民間的字花賭博，並且防止賭博資金流向黑社會等非法集團，從1975年起開售樂透式彩票多重彩，取代原先的馬票。當初負責開彩的是法定機構香港獎券管理局，由香港賽馬會代為受注。
最初的彩票是14選6，每週攪珠開彩。為迎合大眾「以小博大」的心理，1976年大幅增加中彩難度及派彩，改變開彩方法為36選6（及一個特別號碼），正式名為六合彩，並將開彩次數增加為每星期2次（最近更增加至每星期3次）。之後為維持派彩數額及增加中獎難度，曾多次增加選擇數目。
1976年7月13日，首次舉行而直播《六合彩》攪珠電視節目，由麗的電視（後更名為亞洲電視）負責製作。現時六合彩改由香港賽馬會以香港馬會獎券有限公司的名義接受投注及開彩。投注彩池除用作派彩外，餘額撥交社會福利署獎券基金用作慈善用途。

## 彩票銷售方式
六合彩銷售方式共有三種：投注站、電話投注及通過網站或指定手機應用程式網上下注。
而在1990年，當局曾經建議將超級市場及便利店，列為投注站以外的六合彩受注點，但基於治安問題而遭受各區居民反對，最後計劃不了了之。

## 投注金額
六合彩目前每注港幣10元，同時可購買港幣5元的「部份注項」（即半注）只適用於「複式」及「胆拖」投注。部分持有投注户口的人士，在早期仍是港幣2元及港幣4元一注時，已設立長期購買指令，直至户口結存不足或客人指示停止為止，故會出現中獎注數不是只有0.5為單位。

## 投注方法
| 投注種類     | 投注方法／備註 |
| ------------ | --- |
| 「單式」注項 | 從自選任何號碼中選出6個不同號碼。 |
| 「複式」注項 | 從自選任何號碼中選出7個或以上不同號碼。 |
| 「胆拖」注項 | 從自選任何號碼中選出1至5個不同號碼作「胆」（即胆拖），加上其他號碼作「腳」（即配腳）。該投注種類有幾個玩法：「一胆拖」選出1個不同號碼作「胆」，加上最多48個其他號碼作「腳」；「二胆拖」選出2個不同號碼作「胆」，加上最多47個其他號碼作「腳」，如此類推。作「胆」和作「腳」的號碼不可以相同。 |

自2006年「端午節金多寶」開始，馬會會在金多寶攪珠前一星期，預售金多寶攪珠彩票。除非下期攪珠為金多寶攪珠，否則投注人士應在彩票上填寫金多寶選項，或於購票時向職員說明。

## 中獎方法
| 獎   | 中獎組合                          | 機會率                                                                                            |
| ---- | --------------------------------- | ------------------------------------------------------------------------------------------------- |
| 頭獎 | 選中6個「攪出號碼」               | {\displaystyle {\frac {1}{49 \choose 6}}={\frac {1}{13,983,816}}}                                 |
| 二獎 | 選中5個「攪出號碼」加「特別號碼」 | {\displaystyle {\frac {6 \choose 5}{49 \choose 6}}={\frac {1}{2,330,636}}}                        |
| 三獎 | 選中5個「攪出號碼」               | {\displaystyle {\frac {{6 \choose 5}{42 \choose 1}}{49 \choose 6}}\approx {\frac {1}{55,491.33}}} |
| 四獎 | 選中4個「攪出號碼」加「特別號碼」 | {\displaystyle {\frac {{6 \choose 4}{42 \choose 1}}{49 \choose 6}}\approx {\frac {1}{22,196.53}}} |
| 五獎 | 選中4個「攪出號碼」               | {\displaystyle {\frac {{6 \choose 4}{42 \choose 2}}{49 \choose 6}}\approx {\frac {1}{1,082.76}}}  |
| 六獎 | 選中3個「攪出號碼」加「特別號碼」 | {\displaystyle {\frac {{6 \choose 3}{42 \choose 2}}{49 \choose 6}}\approx {\frac {1}{812.07}}}    |
| 七獎 | 選中3個「攪出號碼」               | {\displaystyle {\frac {{6 \choose 3}{42 \choose 3}}{49 \choose 6}}\approx {\frac {1}{60.9}}}      |

### 「胆拖」投注中獎方法
| 獎                          | 中獎組合                                                             |
| 一胆拖                      | 一胆拖                                                               |
| --------------------------- | -------------------------------------------------------------------- |
| 頭獎                        | 選中1個「攪出號碼」作「胆」，拖5個「攪出號碼」作「腳」               |
| 二獎                        | 選中「特別號碼」作「胆」，拖5個「攪出號碼」作「腳」                  |
| 二獎                        | 選中1個「攪出號碼」作「胆」，拖4個「攪出號碼」加「特別號碼」作「腳」 |
| 三獎                        | 選中5個「攪出號碼」作「腳」                                          |
| 三獎                        | 選中1個「攪出號碼」作「胆」，拖4個「攪出號碼」作「腳」               |
| 四獎                        | 選中4個「攪出號碼」加「特別號碼」作「腳」                            |
| 四獎                        | 選中「特別號碼」作「胆」，拖4個「攪出號碼」作「腳」                  |
| 四獎                        | 選中1個「攪出號碼」作「胆」，拖3個「攪出號碼」加「特別號碼」作「腳」 |
| 五獎                        | 選中4個「攪出號碼」作「腳」                                          |
| 五獎                        | 選中1個「攪出號碼」作「胆」，拖3個「攪出號碼」作「腳」               |
| 六獎                        | 選中3個「攪出號碼」加「特別號碼」作「腳」                            |
| 六獎                        | 選中「特別號碼」作「胆」，拖3個「攪出號碼」作「腳」                  |
| 六獎                        | 選中1個「攪出號碼」作「胆」，拖2個「攪出號碼」加「特別號碼」作「腳」 |
| 七獎                        | 選中3個「攪出號碼」作「腳」                                          |
| 七獎                        | 選中1個「攪出號碼」作「胆」，拖2個「攪出號碼」作「腳」               |
| 二胆拖                      |                                                                      |
| 頭獎                        | 選中2個「攪出號碼」作「胆」，拖4個「攪出號碼」作「腳」               |
| 二獎                        | 選中1個「攪出號碼」加「特別號碼」作「胆」，拖4個「攪出號碼」作「腳」 |
| 二獎                        | 選中2個「攪出號碼」作「胆」，拖3個「攪出號碼」加「特別號碼」作「腳」 |
| 三獎                        | 選中1個「攪出號碼」作「胆」，拖4個「攪出號碼」作「腳」               |
| 三獎                        | 選中2個「攪出號碼」作「胆」，拖3個「攪出號碼」作「腳」               |
| 四獎                        | 選中「特別號碼」作「胆」，拖4個「攪出號碼」作「腳」                  |
| 四獎                        | 選中1個「攪出號碼」作「胆」，拖3個「攪出號碼」加「特別號碼」作「腳」 |
| 四獎                        | 選中1個「攪出號碼」加「特別號碼」作「胆」，拖3個「攪出號碼」作「腳」 |
| 四獎                        | 選中2個「攪出號碼」作「胆」，拖2個「攪出號碼」加「特別號碼」作「腳」 |
| 五獎                        | 選中4個「攪出號碼」作「腳」                                          |
| 五獎                        | 選中1個「攪出號碼」作「胆」，拖3個「攪出號碼」作「腳」               |
| 五獎                        | 選中2個「攪出號碼」作「胆」，拖2個「攪出號碼」作「腳」               |
| 六獎                        | 選中3個「攪出號碼」加「特別號碼」作「腳」                            |
| 六獎                        | 選中「特別號碼」作「胆」，拖3個「攪出號碼」作「腳」                  |
| 六獎                        | 選中1個「攪出號碼」作「胆」，拖2個「攪出號碼」加「特別號碼」作「腳」 |
| 六獎                        | 選中1個「攪出號碼」加「特別號碼」作「胆」，拖2個「攪出號碼」作「腳」 |
| 六獎                        | 選中2個「攪出號碼」作「胆」，拖1個「攪出號碼」加「特別號碼」作「腳」 |
| 七獎                        | 選中3個「攪出號碼」作「腳」                                          |
| 七獎                        | 選中1個「攪出號碼」作「胆」，拖2個「攪出號碼」作「腳」               |
| 七獎                        | 選中2個「攪出號碼」作「胆」，拖1個「攪出號碼」作「腳」               |
| 三胆拖                      |                                                                      |
| 頭獎                        | 選中3個「攪出號碼」作「胆」，拖3個「攪出號碼」作「腳」               |
| 二獎                        | 選中2個「攪出號碼」加「特別號碼」作「胆」，拖3個「攪出號碼」作「腳」 |
| 二獎                        | 選中3個「攪出號碼」作「胆」，拖2個「攪出號碼」加「特別號碼」作「腳」 |
| 三獎                        | 選中2個「攪出號碼」作「胆」，拖3個「攪出號碼」作「腳」               |
| 三獎                        | 選中3個「攪出號碼」作「胆」，拖2個「攪出號碼」作「腳」               |
| 四獎                        | 選中1個「攪出號碼」加「特別號碼」作「胆」，拖3個「攪出號碼」作「腳」 |
| 四獎                        | 選中2個「攪出號碼」作「胆」，拖2個「攪出號碼」加「特別號碼」作「腳」 |
| 四獎                        | 選中2個「攪出號碼」加「特別號碼」作「胆」，拖2個「攪出號碼」作「腳」 |
| 四獎                        | 選中3個「攪出號碼」作「胆」，拖1個「攪出號碼」加「特別號碼」作「腳」 |
| 五獎                        | 選中1個「攪出號碼」作「胆」，拖3個「攪出號碼」作「腳」               |
| 五獎                        | 選中2個「攪出號碼」作「胆」，拖2個「攪出號碼」作「腳」               |
| 五獎                        | 選中3個「攪出號碼」作「胆」，拖1個「攪出號碼」作「腳」               |
| 六獎                        | 選中「特別號碼」作「胆」，拖3個「攪出號碼」作「腳」                  |
| 六獎                        | 選中1個「攪出號碼」作「胆」，拖2個「攪出號碼」加「特別號碼」作「腳」 |
| 六獎                        | 選中1個「攪出號碼」加「特別號碼」作「胆」，拖2個「攪出號碼」作「腳」 |
| 六獎                        | 選中2個「攪出號碼」作「胆」，拖1個「攪出號碼」加「特別號碼」作「腳」 |
| 六獎                        | 選中2個「攪出號碼」加「特別號碼」作「胆」，拖1個「攪出號碼」作「腳」 |
| 六獎                        | 選中3個「攪出號碼」作「胆」，拖「特別號碼」作「腳」                  |
| 七獎                        | 選中3個「攪出號碼」作「腳」                                          |
| 七獎                        | 選中1個「攪出號碼」作「胆」，拖2個「攪出號碼」作「腳」               |
| 七獎                        | 選中2個「攪出號碼」作「胆」，拖1個「攪出號碼」作「腳」               |
| 七獎                        | 選中3個「攪出號碼」作「胆」                                          |
| 四胆拖                      |                                                                      |
| 頭獎                        | 選中4個「攪出號碼」作「胆」，拖2個「攪出號碼」作「腳」               |
| 二獎                        | 選中3個「攪出號碼」加「特別號碼」作「胆」，拖2個「攪出號碼」作「腳」 |
| 二獎                        | 選中4個「攪出號碼」作「胆」，拖1個「攪出號碼」加「特別號碼」作「腳」 |
| 三獎                        | 選中3個「攪出號碼」作「胆」，拖2個「攪出號碼」作「腳」               |
| 三獎                        | 選中4個「攪出號碼」作「胆」，拖1個「攪出號碼」作「腳」               |
| 四獎                        | 選中2個「攪出號碼」加「特別號碼」作「胆」，拖2個「攪出號碼」作「腳」 |
| 四獎                        | 選中3個「攪出號碼」作「胆」，拖1個「攪出號碼」加「特別號碼」作「腳」 |
| 四獎                        | 選中3個「攪出號碼」加「特別號碼」作「胆」，拖1個「攪出號碼」作「腳」 |
| 四獎                        | 選中4個「攪出號碼」作「胆」，拖「特別號碼」作「腳」                  |
| 五獎                        | 選中2個「攪出號碼」作「胆」，拖2個「攪出號碼」作「腳」               |
| 五獎                        | 選中3個「攪出號碼」作「胆」，拖1個「攪出號碼」作「腳」               |
| 五獎                        | 選中4個「攪出號碼」作「胆」                                          |
| 六獎                        | 選中1個「攪出號碼」加「特別號碼」作「胆」，拖2個「攪出號碼」作「腳」 |
| 六獎                        | 選中2個「攪出號碼」作「胆」，拖1個「攪出號碼」加「特別號碼」作「腳」 |
| 六獎                        | 選中2個「攪出號碼」加「特別號碼」作「胆」，拖1個「攪出號碼」作「腳」 |
| 六獎                        | 選中3個「攪出號碼」作「胆」，拖「特別號碼」作「腳」                  |
| 六獎                        | 選中3個「攪出號碼」加「特別號碼」作「胆」                            |
| 七獎                        | 選中1個「攪出號碼」作「胆」，拖2個「攪出號碼」作「腳」               |
| 七獎                        | 選中2個「攪出號碼」作「胆」，拖1個「攪出號碼」作「腳」               |
| 七獎                        | 選中3個「攪出號碼」作「胆」                                          |
| 五胆拖                      |                                                                      |
| 頭獎                        | 選中5個「攪出號碼」作「胆」，拖1個「攪出號碼」作「腳」               |
| 二獎                        | 選中4個「攪出號碼」加「特別號碼」作「胆」，拖1個「攪出號碼」作「腳」 |
| 二獎                        | 選中5個「攪出號碼」作「胆」，拖「特別號碼」作「腳」                  |
| 三獎                        | 選中4個「攪出號碼」作「胆」，拖1個「攪出號碼」作「腳」               |
| 三獎                        | 選中5個「攪出號碼」作「胆」                                          |
| 四獎                        | 選中3個「攪出號碼」加「特別號碼」作「胆」，拖1個「攪出號碼」作「腳」 |
| 四獎                        | 選中4個「攪出號碼」作「胆」，拖「特別號碼」作「腳」                  |
| 四獎                        | 選中4個「攪出號碼」加「特別號碼」作「胆」                            |
| 五獎                        | 選中3個「攪出號碼」作「胆」，拖1個「攪出號碼」作「腳」               |
| 選中4個「攪出號碼」作「胆」 |                                                                      |
| 六獎                        | 選中2個「攪出號碼」加「特別號碼」作「胆」，拖1個「攪出號碼」作「腳」 |
| 六獎                        | 選中3個「攪出號碼」作「胆」，拖「特別號碼」作「腳」                  |
| 六獎                        | 選中3個「攪出號碼」加「特別號碼」作「胆」                            |
| 七獎                        | 選中2個「攪出號碼」作「胆」，拖1個「攪出號碼」作「腳」               |
| 七獎                        | 選中3個「攪出號碼」作「胆」                                          |

## 開彩
開彩時以自動攪珠機攪珠，從設定任何彩球號碼中抽出6個「攪出號碼」及1個「特別號碼」；開彩現場設有兩部一模一樣的攪珠機，其中一部用作現場攪珠，另一部則在現場作後備。
過程由電視台（除了1997年至2001年由無綫電視負責之外，其餘時間均由亞洲電視及其前身麗的電視負責，2015年8月1日起因亞洲電視被收回廣播牌照再改由無綫電視負責。）註明「現場直播」，直播時並由主持人會把抽出的號碼先用粵語，然後再用英語讀出（最後重複抽出的號碼時則只用粵語讀出）。另由2015年6月16日起，東方報業集團獲授權於旗下流動應用程式轉播六合彩開彩過程。
攪珠過程由一位非官守太平紳士和一位獎券基金受惠機構代表在場監察，每次攪珠前，兩名監場嘉賓需要抽出當晚正式攪珠用的一箱號碼球，核對號碼球數量和排列次序，並於攪珠結束後簽名核實攪珠結果。
每次攪珠完畢後，攪珠機及號碼球會鎖於安全地方，嚴禁未經許可人士觸摸，並會定期量度及以Ｘ光檢查每個號碼球的大小和重量，確保號碼球無論何時都符合規格。

## 派彩
根據《博彩稅條例》，每期六合彩攪珠的總投注額中的25%會撥作獎券收益徵稅、15%會撥作獎券基金，另6%為香港馬會獎券有限公司的佣金；餘下的54%始為獎金基金。
先從獎金基金派出所有四至七獎，然後再扣出金多寶累積。剩餘彩池按 45%：15%：40%比例分成頭、二、三獎彩池，供中獎人平分。倘若頭、或二、三獎無人中，該項彩池進入累積彩池。一般來說，頭獎彩池包括之前的累積多寶；唯若該期屬金多寶搞珠，則累積多寶會計算入金多寶當中（舉例：若累積多寶少於金多寶，則頭獎彩池的多寶仍為原定金多寶數額；若累積多寶多於金多寶，則頭獎彩池的多寶會等同多寶的數額）。在以上情況下，任何剩餘的金多寶會撥入金多寶基金。
| 獎   | 派彩／獎金分配                                                                          |
| ---- | --------------------------------------------------------------------------------------- |
| 頭獎 | 獎金基金減去四獎至七獎的總獎金及金多寶扣數後的45% 每期頭獎獎金定為不少於港幣8,000,000元 |
| 二獎 | 獎金基金減去四獎至七獎的總獎金及金多寶扣數後的15%                                       |
| 三獎 | 獎金基金減去四獎至七獎的總獎金及金多寶扣數後的40%                                       |
| 四獎 | 固定派彩為每注港幣9,600元                                                               |
| 五獎 | 固定派彩為每注港幣640元                                                                 |
| 六獎 | 固定派彩為每注港幣320元                                                                 |
| 七獎 | 固定派彩為每注港幣40元                                                                  |

已購買港幣5元的「部份注項」（即半注）後，中獎的獎金為每注派彩之一半。
而根據《六合彩獎券規例》3.16，有關獎金基金在必要時的重新分配：
1. 如四獎、五獎、六獎及七獎獎金的獎金總額超過獎金基金的 60%，將由金多寶彩池撥支支付四獎、五獎、六獎及七獎獎金所款項之餘額。
2. 倘若獎金基金60%的款額。加上金多寶彩池現存的總額，仍不足以全數支付全部四獎、五獎、六獎及七獎獎金款額，則四獎、五獎、六獎及七獎的所有獎金將同時按比例調低，且四獎獎金仍應為五獎獎金的15倍，五獎獎金仍應為六獎獎金的 2 倍，六獎獎金仍應為七獎獎金的8倍。之後，每一獎金必須調低至與注項單位最接近的整數倍數。
3. 倘若獎金基金在扣除金多寶扣數及支付四獎、五獎、六獎及七獎獎金後，其餘額不足支付頭獎、二獎及三獎獎金的最低款額，則差額部份將由金多寶彩池撥支。而頭獎、二獎及三獎獎金應調低至與注項單位最接近的整數倍數。
4. 若獎金基金及金多寶彩池作出支付四獎、五獎、六獎及七獎獎金所需款項之預計扣數後，不足以支付頭獎、二獎及三獎獎金的最低款額，則所有的獎金將同時按比例調低。且頭獎獎金應為二獎獎金的2倍，二獎獎金應為三獎獎金的2倍，三獎獎金應為四獎獎金的2倍，四獎獎金應為五獎獎金的15倍，五獎獎金應為六獎獎金的2倍，而六獎獎金則應為七獎獎金的8倍。在必要時，所有獎金均應調低至與注項單位最接近的整數倍數，任何因此而產生的餘款將撥回金多寶彩池。

## 領獎
以下的領獎資料均為於攪珠當天後的60天內領獎：
使用現金投注：
- 中獎少於港幣100萬元（包括四獎至七獎）：可於各場外投注處或馬場以現金或支票方式領獎；
- 中獎多於港幣100萬元：可於跑馬地體育道1號馬會總部大樓以支票方式領獎；
- 中獎多於港幣500萬元的頭獎或二獎：必須於指定時間內致電1817登記，登記完成後將獲安排領獎，而登記時間截至攪珠當天的翌日下午五時。

使用投注戶口投注：
- 中獎少於港幣500萬元：自動派彩，獎金將直接存入投注戶口內；
- 中獎多於港幣500萬元的頭獎或二獎：必須於指定時間內致電1817登記，登記完成後獎金將直接存入投注戶口內，而登記時間截至攪珠當天的翌日下午五時。

使用投注戶口之「固定指示」投注：
- 不論中獎金額多寡，均會獲自動派彩。

使用投注戶口之「互動投注服務」投注：
- 中獎少於港幣500萬元：自動派彩，獎金將直接存入投注戶口內；
- 中獎多於港幣500萬元的頭獎或二獎：毋須登記，於指定登記時間結束後，系統開始發放獎金時，獎金將自動存入投注戶口內，而登記時間截至攪珠當天的翌日下午五時。

## 演變
- 1976年7月13日，定立以36選6的六合彩，取代多重彩。[6]
- 1982年，引入「金多寶」彩池，當時獎金港幣100萬元。
- 1983年8月16日，由36個數字增加至40個。
- 1985年，引入電腦票，提供隨機之號碼組合，並同時開始於農曆新年、端午節及中秋節增設「金多寶」。
- 1988年10月6日，增加至42個數字。
- 1990年1月30日，增加至45個數字，增設六獎，當時獎金港幣50元。同時引入新的吹氣式攪珠機進行攪珠。
- 1991年9月17日，固定獎金提高一倍，每注金額提高一倍至港幣4元。
- 1992年，增設頭獎累積獎金港幣3,800萬元上限。
- 1994年，引入第3代的「風車旋轉型自動攪珠機」。
- 1995年11月，固定獎金提高兩成，頭獎獎金保證增至港幣500萬，每注金額提高兩成至港幣5元，並同時開始於復活節及聖誕節增設「金多寶」。
- 1996年6月11日，增加至47個數字。
- 2001年，開始於7月暑期增設「金多寶」。
- 2002年7月4日，增加至49個數字，增設7獎，當時獎金港幣20元，並取消頭獎累積獎金上限。[7]
- 2004年9月1日，由每週兩次舉行增至每週三次攪珠，額外一次的攪珠在非香港賽馬日週六或週日舉行。[8]。
- 2005年，開始於每個未有舉辦節日「金多寶」的月份的其中一個星期二舉辦「金多寶」。
- 2010年11月9日，每注金額由港幣5元加倍至港幣10元，固定獎金（四至七獎）提高一倍。頭獎獎金保證由港幣500萬增至800萬。[9][10]。同日從美國引進了第4代的「自動攪珠機」。
- 2011年10月25日，開始於萬聖節增設「金多寶」[11]。
- 2016年為慶祝六合彩40週年，當年3月1日舉辦首個億元金多寶。[12]
- 2024年為慶祝香港賽馬會140週年，當年恆常的「萬聖節金多寶」被改成「香港賽馬會140週年紀念金多寶」，并分別於10月22日及28日進行，估計每輪的頭獎基金可達7,000萬港元。

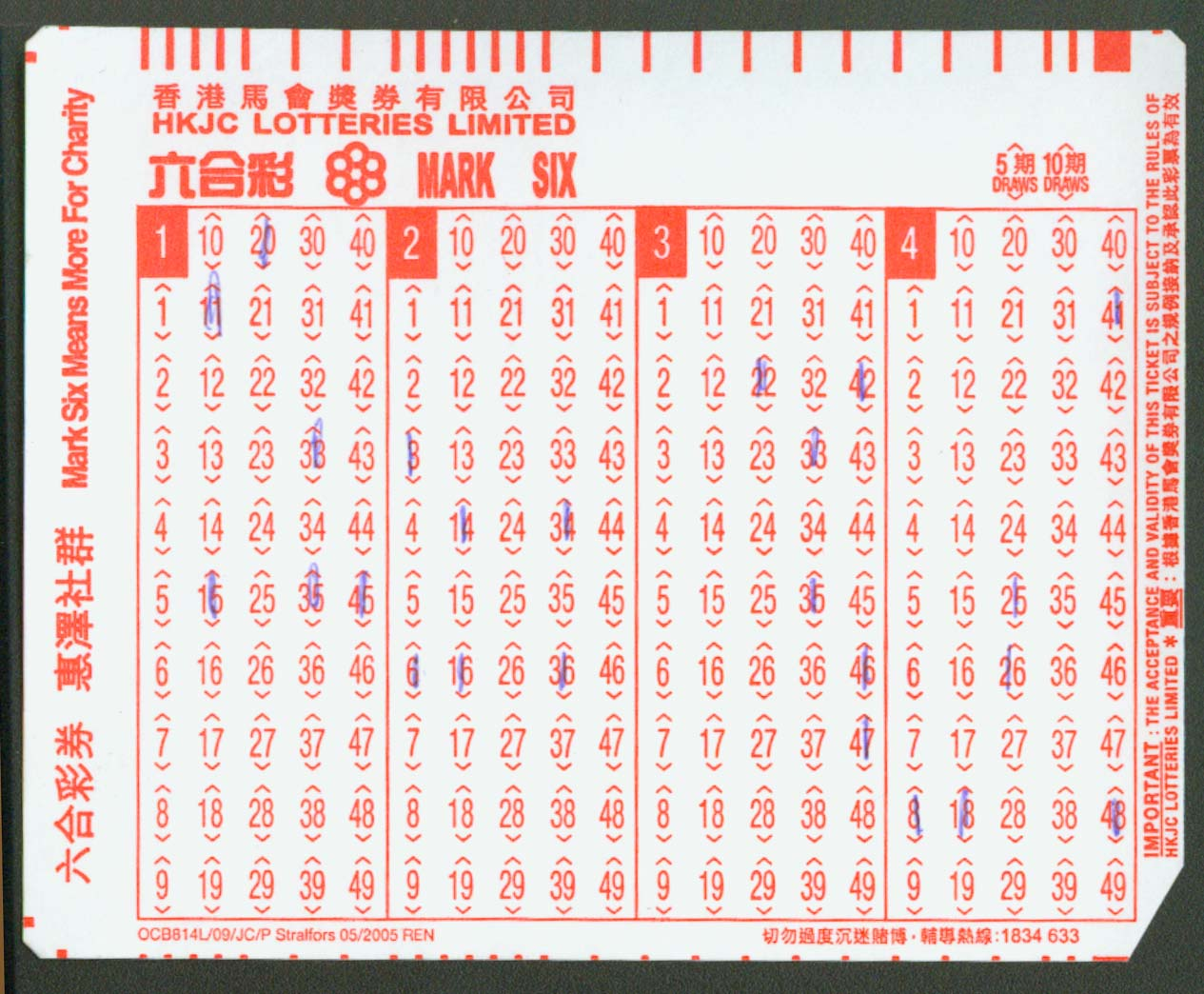
舊款六合彩彩票前面，已於2009年6月21日起轉用軟身彩票
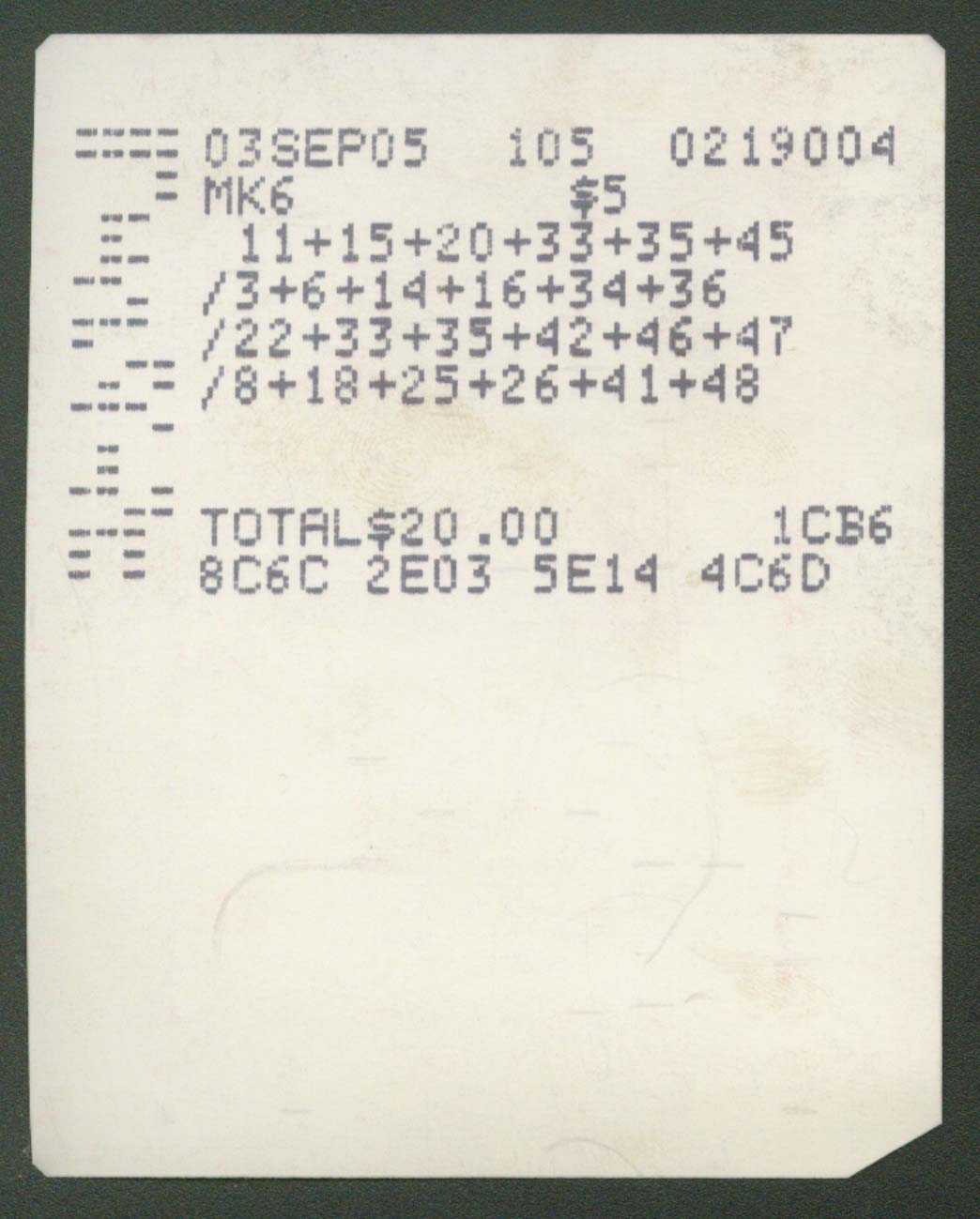
舊款六合彩彩票背面
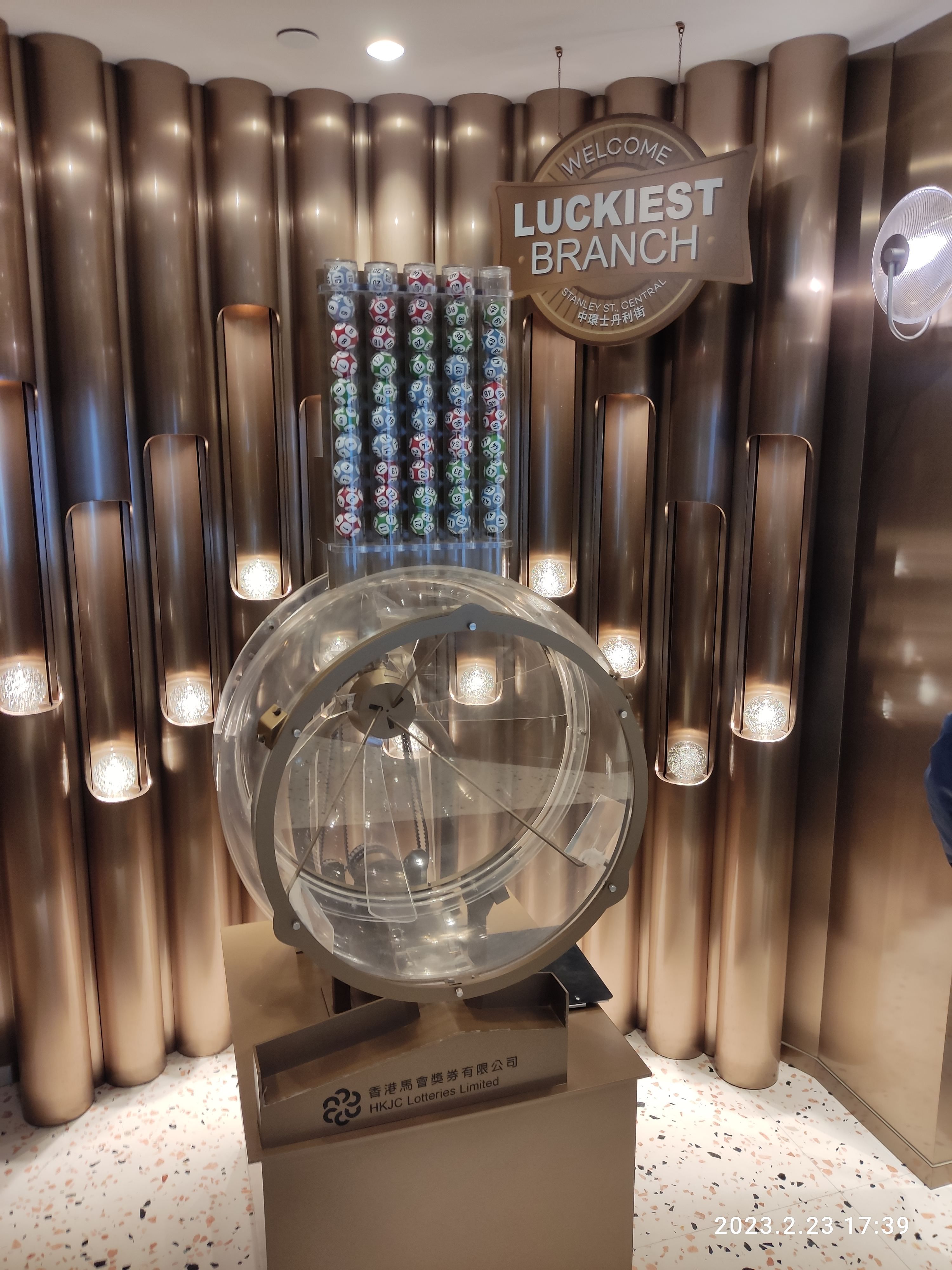
於中環士丹利街的場外投注處的「風車旋轉型自動攪珠機」

## 电视转播
《六合彩》是由香港賽馬會附屬公司「香港馬會獎券有限公司」主辦、電視台負責製作的電視節目，以直播六合彩攪珠。

### 歷史
1976年7月13日，香港首次舉行並直播六合彩現場攪珠，由麗的電視（後更名為亞洲電視）負責製作。第一代主持人為夏春秋，他曾於1976年至1993年的17年間主持《六合彩》。節目主題曲為荷蘭搖滾樂隊Shocking Blue於1972年推出的歌曲《Inkpot》，自節目開播以來沿用至今（翡翠台播放期間除外，改為使用《Blazing Colours (Alternative Version)》）。
1997年7月，改由無綫電視負責製作，於翡翠台播放。當時播出時間為攪珠日下午6:55。
2001年7月，恢復由亞洲電視負責製作，於本港台播放。
2015年1月29日，中國移動香港旗下網絡電視UTV的UOne頻道開始同步直播此節目。
2015年6月16日，東方報業集團旗下網站《東網》開始透過網上平台及流動應用程式同步直播此節目。
2015年7月30日，亞洲電視最後一次直播六合彩；同年8月1日起改由香港賽馬會負責製作，於無綫電視J2播放（myTV SUPER同步直播）。如因香港賽馬會越洋轉播賽事影響，此節目將不會於J2直播。
2017年10月19日起，蔡國威於無綫電視再次擔任《六合彩》攪珠儀式主持人，成為香港電視史上首位曾在亞視與無綫主持《六合彩》的藝人。巧合的是，亞洲電視與無綫電視J2最後一次直播六合彩均由蔡國威主持。
2022年9月3日，無綫電視J2最後一次直播六合彩；2022年9月5日起，改於無綫電視無綫財經 體育 資訊台播放。
2024年4月22日起，因應無綫電視頻道重組，改於全新頻道TVB Plus播放。

### 主持
- 過去主持（亞洲電視）：夏春秋、董驃、徐曼華、劉素芳、蔡國威、杜秋霞、戚黛黛、周嘉莉、袁潔儀、萬斯敏、何彥樺、梁碧芝
- 過去主持（無綫電視）：楊婉儀、陳芷菁、劉綽琪、李明麗、潘芝莉、傅楚卉、祝文君、韓毓霞、蔡運華、陳思琦、范文雅、吳珮如、黃曉明、鄭麗麗
- 現任主持（無綫電視）：蔡國威、李芷晴、羅雪妍

### 收視率
| 日期          | 平均收視 | 最高收視 | 備註                     |
| 2011年5月20日 |          | 11點     | [ 23 ]                   |
| 2014年9月13日 | 6點      |          | [ 24 ]                   |
| 2016年3月1日  | 9.8點    | 11.1點   | 六合彩推出以来的最高收视 |
| 2020年9月24日 | 3.1點    |          | [ 26 ]                   |

### 節目調動
除特別注明外，以下均為節目在J2播映期間的節目調動。如當日J2需暫停轉播六合彩攪珠，會改為以「紫色bar」顯示攪珠結果，但其他平台如常直播。
足球賽事
- 2015年9月8日：由於直播《2018 FIFA 俄羅斯世界盃亞洲區外圍賽－香港 對 卡塔爾》關係，當日暫停轉播六合彩攪珠。[27]
- 2015年11月17日：由於直播《2018 FIFA 俄羅斯世界盃亞洲區外圍賽 - 香港 對 中國》關係，當日暫停轉播六合彩攪珠。

越洋轉播賽馬日比賽
- 2016年3月5日：由於直播《賽馬直擊 - 杜拜超級星期六賽馬日》，當日暫停轉播六合彩攪珠。
- 2016年6月14日：由於直播《賽馬直擊 - 皇席錦標賽馬日》，當日暫停轉播六合彩攪珠。
- 2016年6月16日：由於直播《賽馬直擊 - 雅士谷金盃賽馬日》，當日暫停轉播六合彩攪珠。
- 2016年6月18日：由於直播《賽馬直擊 - 鑽禧錦標賽馬日》，當日暫停轉播六合彩攪珠。
- 2017年3月4日：由於直播《賽馬直擊 - 杜拜超級星期六賽馬日》，當日暫停轉播六合彩攪珠。
- 2017年3月25日：由於直播《賽馬直擊 - 杜拜世界盃賽馬日》，當日暫停轉播六合彩攪珠。
- 2017年5月6日：由於直播《賽馬直擊 - 英國二千堅尼賽馬日》，當日暫停轉播六合彩攪珠。
- 2017年6月3日：由於直播《賽馬直擊 - 葉森打吡大賽日》，當日暫停轉播六合彩攪珠。
- 2017年6月20日：由於直播《賽馬直擊 - 皇席錦標賽馬日》，當日暫停轉播六合彩攪珠。
- 2017年6月22日：由於直播《賽馬直擊 - 雅士谷金盃賽馬日》，當日暫停轉播六合彩攪珠。
- 2017年6月24日：由於直播《賽馬直擊 - 鑽禧錦標賽馬日》，當日暫停轉播六合彩攪珠。
- 2017年7月8日：由於直播《賽馬直擊 - 日蝕大賽日》，當日暫停轉播六合彩攪珠。
- 2018年1月27日：由於直播《賽馬直擊 - 大都會錦標賽馬日》，當日暫停轉播六合彩攪珠。
- 2018年3月10日：由於直播《賽馬直擊 - 杜拜超級星期六賽馬日》，當日暫停轉播六合彩攪珠。
- 2018年3月31日：由於直播《賽馬直擊 - 杜拜世界盃賽馬日》，當日暫停轉播六合彩攪珠。
- 2018年5月5日：由於直播《賽馬直擊 - 冠軍挑戰錦標賽馬日》及《賽馬直擊 - 英國二千堅尼賽馬日》，當日暫停轉播六合彩攪珠。
- 2018年5月13日：由於直播《賽馬直擊 - 法國二千堅尼賽馬日》，當日暫停轉播六合彩攪珠。
- 2018年6月2日：由於直播《賽馬直擊 - 基維爾2000錦標賽馬日》及《賽馬直擊 - 葉森打吡大賽日》，當日暫停轉播六合彩攪珠。
- 2018年6月19日：由於直播《賽馬直擊 - 皇席錦標賽馬日》，當日暫停轉播六合彩攪珠。
- 2018年6月21日：由於直播《賽馬直擊 - 雅士谷金盃賽馬日》，當日暫停轉播六合彩攪珠。
- 2018年6月23日：由於直播《賽馬直擊 - 鑽禧錦標賽馬日》，當日暫停轉播六合彩攪珠。
- 2019年3月30日：由於直播《賽馬直擊 - 杜拜世界盃賽馬日》，當日暫停轉播六合彩攪珠。
- 2019年6月1日：由於直播《賽馬直擊 - 葉森打吡大賽日》，當日暫停轉播六合彩攪珠。

## 紀錄
（由於歷來的每注金額曾數度變動，故以下所有紀錄均會同時標注當時的每注金額。）
頭獎相關紀錄
- 最高的頭獎派彩紀錄，出現在2025年2月2日，一注（10元一注）獨得港幣193,762,620元頭獎。此前最高紀錄出現在2021年8月26日，一注（10元一注）獨得港幣91,247,640元頭獎。
- 最高頭獎基金，出現在2025年2月2日，一注（10元一注）獨得港幣193,762,620元頭獎。此前最高紀錄出現在2016年5月10日，達港幣169,319,560元，共2注中，每注（10元一注）派港幣84,659,780元。
- 最低的頭獎派彩紀錄，出現在1984年1月13日，共7注中，每注（2元一注）派港幣127,533元。[28]
  - 若以相對比例計，最低的頭獎派彩紀錄出現在2001年10月30日，共28注中，每注（5元一注）派港幣183,950元，平均每元注項僅派港幣36,790元。[29]
- 最多人中頭獎的紀錄，出現在1997年7月5日香港回歸金多寶攪珠，共39注中，每注（5元一注）派港幣707,770元。

二獎相關紀錄
- 最高的二獎派彩紀錄，出現在2016年1月2日，一注（10元一注）獨得港幣5,541,450元。此前最高紀錄出現在2010年3月30日，一注（5元一注）獨得港幣4,337,425元。
- 最近一次需派發下限獎金的二獎派彩紀錄，出現在2024年9月19日，共1.5注中，每注（10元一注）派下限獎金港幣38,400元。由於該期有大量三獎得獎者（見下），因此需抽調二獎彩池派發三獎，導致二獎只能派發下限彩金。
- 最多人中二獎的紀錄，出現在2002年12月31日，共241注中，每注（5元一注）派下限獎金港幣19,200元。

三獎相關紀錄
- 最高的三獎派彩紀錄，出現在2016年11月13日，共33.5注中，每注（10元一注）派港幣173,040元[30]。此前最高紀錄出現在2016年5月31日，共37.5注中，每注（10元一注）派128,470元。
- 最近一次需派發下限獎金的三獎派彩紀錄，出現在2024年9月19日，共489注中，每注（10元一注）派下限獎金港幣19,200元。值得留意的是，該期六合彩六個攪出號碼當中有五個與上期相同。
- 最多人中三獎的紀錄，出現在2019年2月9日，共2,470注中，每注（10元一注）派下限獎金港幣19,200元。[31]

其他紀錄
- 最長期數無人中頭獎紀錄，為連續9期頭獎無人中，出現在2021年2月9日至2021年3月12日，多寶累積港幣90,049,902元，估計頭獎基金1.1億元。而連續8期頭獎無人中則共發生過6次，最近一次出現在2021年8月3日至2021年8月21日，多寶累積港幣69,413,829元，估計頭獎基金8千萬元，結果下一期（2021年8月26日）頭獎1注獨中每注（10元一注）派港幣91,247,640元，打破最高頭獎派彩紀錄。之前一次則是出現在2016年4月14日至2016年5月5日，多寶累積達港幣115,731,854元，估計頭獎基金達1.5億元。再之前則是出現在2011年4月28日至2011年5月17日，多寶累積達港幣85,618,703元，結果下一期（2011年5月20日）頭獎共3注中，每注（10元一注）派港幣44,509,550元。其餘3次全在1976年出現，其中一次出現在1976年12月24日至1977年1月18日，多寶累積逾港幣217萬元，頭獎一注（2元一注）獨得逾港幣317萬元[32]。
- 總投注金額最高紀錄，出現在2016年3月1日，達港幣446,395,296元（10元一注）[33]。第二高出現在2025年2月2日，投注額逾3.8億元（10元一注）。第三高出現在2016年5月10日，投注金額達逾3.5億元（10元一注）。
- 總投注注數最高紀錄，出現在1995年12月29日，投注金額港幣235,794,728元，以5元一注計算即折合47,158,945.6注，這同時是總投注金額第八高紀錄[34]。

## 減緩賭博危害
為了減緩因賭博帶來的個人、家庭和社會問題，香港政府規定，於香港賽馬會的六合彩投注場所及網站上均必須展示有關戒賭熱線和輔導及治療中心（如錫安社會服務處－勗勵軒、明愛展晴中心、東華三院平和坊）的資料。香港賽馬會提倡有節制博彩，認為博彩只可作為社交消遣的娛樂，並撥款予政府成立的平和基金，協助沉迷賭博的問題賭徒戒賭。香港賽馬會同時嚴禁未滿18歲人士參與博彩活動。

## 地下六合彩
正式的六合彩由香港賽馬會主辦，香港政府和香港賽馬會從來沒有於香港以外地區開設投注業務，亦沒有委托任何人或組織進行相關業務。因此，中國大陸所有以「香港六合彩」、「香港賽馬會」、「香港馬會」或類似名目進行的六合彩活動，均為假冒。另香港賽馬會的官方網站於中國大陸是不能登入的，故此如在中國大陸可以直接登入的六合彩網站，均屬假冒網站。
中國大陸的假冒六合彩加進了不少香港六合彩所沒有的成份，例如以生肖預測開彩結果，事實上是中國古老賭博方式「字花」的翻版。其他的中國大陸假冒六合彩常用手法還包括聲稱有內幕消息、假冒香港賽馬會名義出版各種傳單、小冊子、報紙，或提供虛假的香港電話號碼聲稱有諮詢服務等。
中國大陸的假冒六合彩常見的招徠方式包括發送手機短訊、散發單張等，網上還有大量虛假的「六合彩」網站，有的甚至貼出不存在的「委託證書」，或同時附上戒賭熱線等佯裝正式網站，以增強說服力。然而，正式的香港賽馬會在香港唯一進行的宣傳是介紹六合彩投注如何用於慈善用途，絕不會以任何方式主動招攬民眾投注。
由於假冒六合彩沒有接受政府的規管，因此投注資金會流向背後操縱的非法集團。另外，由於中國大陸協助戒除賭癮的組織不足，使假冒六合彩於不少地區造成嚴重的社會問題。中國大陸的任何「香港六合彩」服務都是虛假及非法的。
非法香港六合彩的活動最先在廣東省盛行，由於其 1：40 的賠率使得很多人迷上，後傳入廣東周邊廣西、湖南、福建等省份，很多在廣東經商的浙商將其帶入浙江，並隨著遍佈中國各地的浙商而呈現一定蔓延狀，在北京木樨園等浙商聚集區，「六合彩」活動十分猖獗。多年來，中國大陸各地經常進行各類打擊地下六合彩的整治行動，但仍然未能杜絕有關活動在各地造成的禍害。而在網上，非法六合彩的網站更是比比皆是，禁之不絕。

## 兩岸三地彩票概況
兩岸三地都有舉辦彩票，香港自1975年起舉辦六合彩，成為兩岸三地歷史最長的彩票。臺灣的中華民國公益彩券於2004年新增49選6的大樂透，等同六合彩。中國大陸的彩券眾多，包括福利彩票、體育彩票等。

## 軼事
2018年3月27日（星期二）至28日（星期三），香港賽馬會投注站連續兩天當機，周二中午12時，所有場外投注站投注機突然全部停止運作，手機程式互動投注、網上及電話投注則仍可運作，投注站在內的職員以廣播呼籲場內人士改用其他投注工具。當晚六合彩受網絡故障影響，須順延一期至3月29日（星期四）才攪珠及開獎，是六合彩開設以來首次因網絡故障而須延期。周三馬會再度故障，全港超過半數共57間場外投注站窗口投注機及自助投注機全部停止運作，手機、網上及電話投注則仍然運作，幸在夜馬開跑前回復正常。

## 2019冠狀病毒病的影響
因應2019冠状病毒病疫情，2020年1月31日，香港賽馬會宣佈在2月1日攪珠後，暫停六合彩攪珠直至另行通知。隨著香港當地疫情趨緩，6月13日香港賽馬會表示，將配合政府的最新政策審慎規劃各項新安排，並打算由6月22日起，在非賽馬日重開大部分場外投注處，提供戶口與賽日前夕投注服務。香港賽馬會又指有意重啟六合彩攪珠。2020年7月3日，原本香港賽馬會宣佈將在7月21日恢復進行六合彩攪珠，然而香港再次爆發疫情，香港賽馬會又暫時取消恢復擾珠。
直到同年9月8日，香港賽馬會宣佈將於9月24日恢復六合彩攪珠，但只可經電話或網上投注，以避免人群在投注站聚集。而每星期只有一次攪珠，同樣地該年亦不設中秋金多寶。

## 流行文化
由於六合彩深入民心，不少香港電影也以此為題材，包括《富貴逼人》（1987）描述驃叔（董驃飾）一家中了六合彩頭獎港幣1,900萬元的經歷；《與龍共舞》（1991）中，劉德華飾演的龍家俊為了追求月光（張敏飾），要求吳孟達飾演的烏蠅叔去買六合彩「全餐」當生日禮物，也就是一注買齊當時六合彩45個號碼，總共花了港幣3,258萬元。

### 來源
1. ↑  .   [2019-03-02]. （原始内容存档于2019-06-22）.
2. ↑  .   [2020-07-03]. （原始内容存档于2020-07-05）.
3. ↑  . 《華僑日報》. 1990-09-08.
4. ↑  . special.hkjc.com.   [2014-07-08]. （原始内容存档于2020-06-01）.
5. ↑  . special.hkjc.com.   [2011-04-09]. （原始内容存档于2020-06-01）.
6. ↑  . programme.tvb.com.   [2009-12-07]. （原始内容存档于2020-06-01）.
7. ↑  . dailynews.sina.com.   [2014-07-23]. （原始内容存档于2020-06-01）.
8. ↑  .   [2020-12-20]. （原始内容存档于2020-06-01）.
9. ↑  . rthk.hk.   [2014-08-02]. （原始内容存档于2014-08-08）.
10. ↑  . rthk.hk.   [2014-08-02]. （原始内容存档于2014-08-08）.
11. ↑  . Apple Daily 蘋果日報.   [2016-05-15]. （原始内容存档于2016-06-04）.
12. ↑  .   [2016-05-05]. （原始内容存档于2016-06-03）.
13. ↑  《一起走過》第二輯，香港電台第一台，2021-11-27 23:00-23:30
14. ↑  . eprice. 2015-01-29  [2015-09-08]. （原始内容存档于2019-11-01）.
15. ↑  . 東網. 2015-06-14  [2015-09-08]. （原始内容存档于2015-10-02）.
16. ↑  由於亞視免費電視牌照不獲續期並最遲於2016年4月1日停播，為符合公眾利益，六合彩攪珠及香港賽馬賽事於2015年8月起由J2接替播出作配合。
17. ↑  林通賢. . 香港01. 2017-10-19  [2022-09-08] （中文（香港））.
18. ↑  . yahoo!財經. 2015-07-14  [2022-09-08]. （原始内容存档于2022-09-08） （中文（香港））.
19. ↑  .   [2022-09-08]. （原始内容存档于2022-09-08）.
20. ↑  .   [2022-07-16]. （原始内容存档于2022-07-16）.
21. ↑  . 香港賽馬會. 2024-04-15  [2024-04-15]. （原始内容存档于2024-04-18）.
22. ↑  TVB. . TVB 無綫電視. 2024-04-15  [2024-04-15]. （原始内容存档于2021-05-27） （中文（香港））.
23. ↑  .   [2017-03-02]. （原始内容存档于2019-07-25）.
24. ↑  .   [2022-07-25]. （原始内容存档于2022-07-25）.
25. ↑  .   [2016-06-04]. （原始内容存档于2016-10-12）.
26. ↑  收視滯後報告｜《C9特工》首播失利　要回升只能靠口碑
27. ↑  . 東網. 2015-09-04  [2015-09-08]. （原始内容存档于2019-10-19）.
28. ↑  . Apple Daily 蘋果日報.   [2016-02-29]. （原始内容存档于2016-07-07）.
29. ↑  . Apple Daily 蘋果日報.   [2014-06-27]. （原始内容存档于2017-07-06）.
30. ↑  .   [2019-12-25]. （原始内容存档于2019-05-13）.
31. ↑  . bet.hkjc.com.   [2019-02-09]. （原始内容存档于2021-06-11）.
32. ↑  破紀錄億元六合彩 周五攪珠 （页面存档备份，存于） 明報 2011年5月18日
33. ↑  .   [2019-12-25]. （原始内容存档于2019-05-13）.
34. ↑  滿城黃金夢 億元六合彩今開獎 （页面存档备份，存于），《蘋果日報》，2011年5月20日
35. ↑  六合彩最具歷史 內地彩券玩法多 （页面存档备份，存于） 蘋果日報 2011年02月08日
36. ↑  . 星島日報. 2018-03-29  [2018-03-31]. （原始内容存档于2019-05-14）.
37. ↑  . 蘋果日報. 2018-03-28  [2018-03-31]. （原始内容存档于2020-06-01）.
38. ↑  . 星島日報. 2018-03-28  [2018-03-31]. （原始内容存档于2019-05-13）.
39. ↑  . caitong.sina.com.cn.   [2021-02-23]. （原始内容存档于2020-09-25）.
40. ↑  聯合新聞網. . 聯合新聞網. 20200303T112914Z  [2021-02-23]. （原始内容存档于2020-06-07） （中文（臺灣））.
41. ↑  .   [2020-06-14]. （原始内容存档于2020-09-05）.
42. ↑  . 香港01. 2020-07-03  [2020-07-03]. （原始内容存档于2020-11-30）.
43. ↑  .   [2020-07-14]. （原始内容存档于2020-07-14）.
44. ↑  . 香港01. 2020-09-08  [2020-09-08]. （原始内容存档于2021-08-06）.

## 外部連結
- 六合彩官方網頁（页面存档备份，存于）